# Colin von Ettingshausen
Colin Rafael Douglas von Ettingshausen (Düsseldorf, 11 agosto 1971) è un ex canottiere tedesco, vincitore della medaglia d'argento olimpiche nel due senza a Barcellona 1992 insieme a Peter Hoeltzenbein.
Nello stesso anno i due si sono laureati anche campioni nazionali, ricevendo il Lauro d'argento.
L'anno seguente hanno fatto entrambi parte dell'otto che si è laureato campione del mondo a Račice 1993.
Nel 1996 von Ettingshausen è tornato a gareggiare nel due senza a Atlanta 1996 insieme a Matthias Ungemach classificandosi al terzo posto della finale C ed al sedicesimo complessivo.
Nel 1999 ha gareggiato per l'Università di Oxford nella Boat race. Dopo essersi laureato in economia aziendale è stato assunto dalla BASF.

## Palmarès
- Giochi olimpici

Barcellona 1992: argento nel due senza.
- Campionati del mondo di canottaggio

Račice 1993: oro nell'otto.